# Norra Björke kyrka
Norra Björke kyrka är en kyrkobyggnad belägen 1,5 km norr om småorten Norra Björke i Trollhättans kommun. Den tillhör Åsaka-Björke församling i Skara stift.

## Kyrkobyggnaden
Kyrkans ursprung är medeltida. År 1754 breddades kyrkorummet, försågs med det nuvarande koret och större fönster togs upp. Vid en om- och tillbyggnad 1903 fick kyrkan sitt originella utseende i ett slags nybarock. Man uppförde då sakristian med sin lökkupol, västportalen och gavelryttaren samt försåg brädtaket med dekormåleri i samma stil.  

## Klockstapel och stiglucka
På 1600-talet fanns en klockstapel, men den revs 1817 och året därpå uppfördes en stiglucka i kyrkomuren. Den överbyggdes med ett klocktorn i trä.

## Inventarier
- Dopfunten är troligen en medeltida import från Norge.
- Predikstolen är ett renässansarbete.
- Altaruppsatsen från 1774 i rokoko är utförd av bildhuggaren Lars Ryberg. Den kompletterades 1903 med en altarring i samma stil.
- Altartavlan utfördes 1772 av målarmästare Thure Gerhard Nubbe i Göteborg och installerades 1776.
- På södra långväggen hänger en tavla från 1941 målad av Olle Hjortsberg.
- Elva målningar på läktarbröstet, som symboliserar olika mänskliga dygder, är utförda 1792 av Nils Åvall från Alingsås.

### Orgel
Verket är tillverkat 1965 av Liareds orgelbyggeri. Det har tio stämmor fördelade på två manualer och pedal. Fasadens mittenparti är troligen tillverkat 1885 av Carl Axel Härngren, som byggde kyrkan första orgel. Dagens orgeln är spelbar, men används praktiskt taget inte, utan i stället tjänstgör ett digitalt instrument.

## Bilder

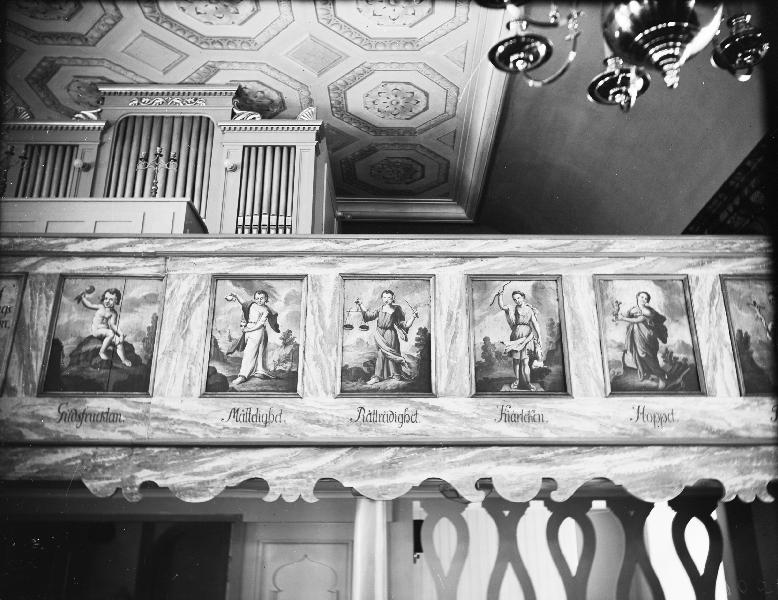
Dygdemålningarna och orgelfasaden.
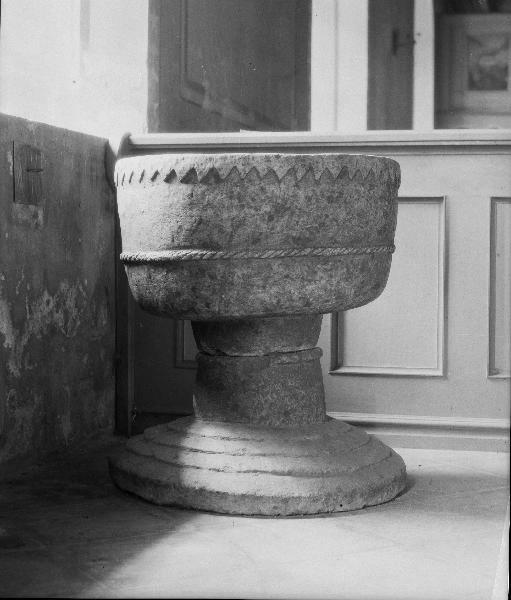
Dopfunten.
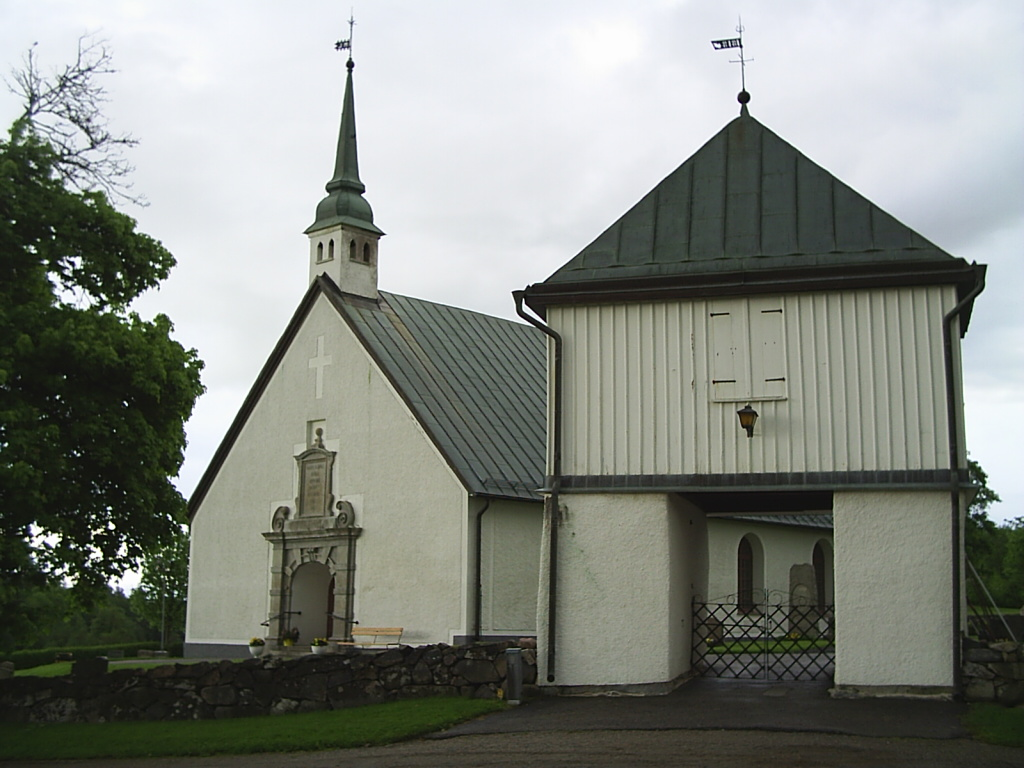
Stigluckan som tjänstgör både som port och klocktorn.